# خوسيه ماورو دي فاسكونسيلوس
خوسيه ماورو دي فاسكونسيلوس (بالإنجليزية: José Mauro de Vasconcelos)‏ (24 فبراير 1920، ريو دي جانيرو في البرازيل - 24 يوليو 1984، ساو باولو في البرازيل)؛ كاتِب مُتخصِّص في أدب الأطفال، سيناريست وروائي برازيلي.  بالإضافة لكونه رياضي ومسافر، كماعمل في العديد من المهن، منها في عالم السينما والتلفزيون.
معروف بروايته الشهيرة "شجرتي شجرة البرتقال الرائعة" التي جعلت منه روائياً ذائع الصيت في البرازيل ثم خارجها، إذْ روى فيها أحداثا من طفولته المبكرة وهو في عمر الخمس سنوات، وما تعرض له من صدمات نتاج تعنيف أسرته ، وكيف استطاع رغم تلك الصدمات أن يحب نفسه والعالم بفضل البرتغالي كما يحب أن يلقبه زيزا الصغير، "بورتوجا" حيث نلمس عمق ما أضافه فالداريس إلى حياة زيزا (الكاتب خوسيه ماورو دي فاسكونسيلوس) ،من خلال الإهداء الذي وقعه بإسمه في بداية الكتاب وما كتبه له في نهاية الرواية كإعترفٍ أخير .

## من مؤلفاته المترجمة للعربية
- 1942: Banana Brava "موزة شجاعة"
- 1945: Barro Blanco "الطين الأبيض"
- 1949: Longe da Terra"بعيد عن الأرض"
- 1951: Vazante "الجزر"
- 1953: Arara Vermelha"الببغاء الأحمر"
- 1955: Arraia de Fogo"شعاع النار"
- 1962: Rosinha, Minha Canoa"روزينيا، زورقي"
- 1963: Doidão "المجنون"
- 1964: O Garanhão das Praias "فحل الشواطئ"
- 1964: Coração de Vidro "قلب زجاجي"
- 1966: As Confissões de Frei Abóbora "اعترافات الراهب يقطين"
- 1968: O Meu Pé de Laranja Lima "شجرتي شجرة البرتقال الرائعة"
- 1969: Rua Descalça "الشارع الحافي"
- 1969: O Palácio Japonês "القصر الياباني"
- 1970: Farinha Órfã "الدقيق اليتيم"
- 1972: Chuva Crioula "المطر الكريولي"
- 1973: O Veleiro de Cristal "اليخت البلوري"

#### حياته ونشأته
ولد خوسيه ماورو دي فاسكونسيلوس في 26 فبراير1920 في ريو دي جانيرو بالبرازيل ،لوالدة هندية وأب برتغالي،واحدٌ من سبعة أبناء هم لالا وجانديرا وجلوريا وأنطونيو(المعروف بتوتوكا في الرواية)ولويس الأخ الأصغر لزيزا بالإضافة إلى أخت أكبرمنه أرسلتها العائلة لأقارب لهم نتيجة ظروفهم الصعبة، كما إمتلك أخوان آخران (بنت وولد) توفيا عندما كان رضيعين.
ولنفس السبب فقد أرسل زيزا أيضا لعمه إلى مدينة ناتال عاصمة ولاية ريو غراندي دو نورتي حيث أكمل دراسته وواصل دراسته العليا في الطب والتي انقطع عنها بعد عامين فقط ليعود ليعيش في ريو دي جانيرو حيث عمل في العديد من الوظائف منها مدرب ملاكمة وعارض أزياء ونادل في ملهى ليلي ،وبفضل منحة من جامعة إسبانية إستطاع إستئناف دراسته والسفر في أروبا.
في عمر الثانية والعشرين عاد إلى البرازيل وعمل لدى الأخوين فيلاس ـ بواس اللذان دافع معهما عن قضية السكان الأصليين الأمر الذي دفعه لكتابة أولى رواياته "Banana Brava" التي أعقبتها روايات أخرى لاقت نجاحاً معتبراً وإشادة من النقاد الى أن نشر روايته"شجرتي شجرة البرتقال الرائعة" عام 1968 التي حققت نجاحاً باهراً في البرازيل وصل صداهُ فيما بعد إلى خارجها، حيث تعتبرُ اليوم واحدة من أهم الأعمال البرازيلية إنتشارا في العالم،تم تحويل الرواية في عام 2012 إلى فيلم برازيلي يحمل نفس إسم الرواية من إخراج ماركوس بيرنستاين.
1. ↑  Babelio | José Mauro de Vasconcelos (بالفرنسية), QID:Q2877812
2. ↑  Arara Vermelha (1957)  في قاعدة بيانات الأفلام على الإنترنت (بالإنجليزية)
3. ↑  Modelo 19 (1952)  في قاعدة بيانات الأفلام على الإنترنت (بالإنجليزية)
4. ↑  Song of the Sea (1952)  في قاعدة بيانات الأفلام على الإنترنت (بالإنجليزية)
5. ↑  "José Mauro de Vasconcelos". Wikipédia (بالفرنسية). 8 Jan 2024.

## روابط خارجية
- خوسيه ماورو دي فاسكونسيلوس على موقع IMDb (الإنجليزية)
- خوسيه ماورو دي فاسكونسيلوس على موقع قاعدة بيانات الفيلم (الإنجليزية)